# Калиновка (Джанкойский район)
Кали́новка (укр. Калинівка, крымскотат. Kalinovka, Калиновка) — село в Джанкойском районе Республики Крым, входит в состав Изумрудновского сельского поселения (согласно административно-территориальному делению Украины — Изумрудновского сельского совета Автономной Республики Крым).

## Население
| 2001 | 2014 |
| ---- | ---- |
| 720  | ↗853 |

Всеукраинская перепись 2001 года показала следующее распределение по носителям языка
| Язык             | Процент |
| ---------------- | ------- |
| русский          | 68.47   |
| украинский       | 16.11   |
| крымскотатарский | 11.39   |
| другие           | 0.28    |

### Динамика численности
| - 1926 год — 90 чел. - 1939 год — 487 чел. - 1989 год — 1224 чел. | - 2001 год — 720 чел. - 2009 год — 831 чел. - 2014 год — 853 чел. |

## Современное состояние
На 2017 год в Калиновке числится 3 улицы и 3 переулок; на 2009 год, по данным сельсовета, село занимало площадь 44 гектара на которой, в 346 дворах, проживал 831 человек, является четвёртым отделением СПК «Изумрудный», село газифицировано. В Калиновке действует техникум механизации, сельского хозяйства и сферы обслуживания. С райцентром, городами Крыма и соседними населёнными пунктами село связано автобусным сообщением и пригородными поездами.

## География
Калиновка — село в центре района, в степном Крыму, высота центра села над уровнем моря — 20 м. Ближайшее село Овощное — на северной стороне железной дороги Джанкой — Армянск. Расстояние до райцентра — около 9 километров (по шоссе) на юго-восток, на окраине села находится железнодорожная платформа 4 километр. Транспортное сообщение осуществляется по региональной автодороге 35Н-145 от шоссе 35А-001 «граница с Украиной — Джанкой — Феодосия — Керчь» до Овощного (по украинской классификации — С-0-10421).

## История
Калиновка основана, видимо, между 1924 и 1926 годами, как совхоз «Тав-Бузар», так как на карте Крымского статистического управления 1924 года ещё не обозначена, а, согласно Списку населённых пунктов Крымской АССР по Всесоюзной переписи 17 декабря 1926 года, в селе Тавбузар-Калинино, Марьинского сельсовета Джанкойского района, числилось 20 дворов, все крестьянские, население составляло 90 человек, из них 83 русских и 7 немцев. По данным всесоюзной переписи населения 1939 года в селе проживало 487 человек. Время переименования Калинино в Калиновку точно не установлено — на двухкилометровке РККА 1942 года уже современное название, при этом в справочнике «Города и села Украины. Автономная Республика Крым» утверждается, это произошло в 1948 году, но в соответствующем указе села нет. В 1944 году, после освобождения Крыма от фашистов, 12 августа 1944 года было принято постановление № ГОКО-6372с «О переселении колхозников в районы Крыма» и в сентябре 1944 года в район приехали первые новоселы (27 семей) из Каменец-Подольской и Киевской областей, а в начале 1950-х годов последовала вторая волна переселенцев из различных областей Украины. С 25 июня 1946 года Калиновка в составе Крымской области РСФСР. 26 апреля 1954 года Крымская область была передана из состава РСФСР в состав УССР. Время включения в состав Выселковского сельсовета пока не установлено: на 15 июня 1960 года село уже числилось в его составе. 5 января 1982 года и образован Изумрудновский сельский совет, в который вошло село. В 1983 году открыто Калиновское профессионально-техническое аграрное училище № 48. По данным переписи 1989 года в селе проживало 1224 человек. С 12 февраля 1991 года село в восстановленной Крымской АССР, 26 февраля 1992 года переименованной в Автономную Республику Крым. С 21 марта 2014 года в составе Крыма аннексирована Россией.